# Dorángel Vargas
José Doráncel Vargas (Santa Elena de Arenales, Mérida; 14 de mayo de 1957), más conocido como Dorángel —por error de los medios de comunicación o «El comegente», es un asesino en serie y caníbal venezolano.
Vargas era un vagabundo con antecedentes esquizofrénicos, que solía cazar a sus víctimas en el parque 12 de febrero, en los alrededores del río Torbes de la ciudad de Táriba, en el estado Táchira, a 750 kilómetros de Caracas. 
Fue descubierto el 12 de febrero de 1999.

## Biografía

### Primeros años
José Doráncel Vargas Gómez nació en 1957 en el seno de una familia de escasos recursos que se dedicaba a la agricultura, por lo que llegó solo hasta sexto grado de primaria. Entre sus antecedentes figuran tres arrestos. Dos de ellos por delitos menores (robo de gallinas y de ganado) y el tercero, en 1995, cuando fue internado en el Instituto de Rehabilitación Psiquiátrica de Peribeca, por la muerte y posterior ingesta del cuerpo de un hombre llamado Cruz Baltazar Moreno. Vargas fue dado de alta de ese centro, luego de dos años de tratamiento psiquiátrico.

## Arresto
El 12 de febrero de 1999, unos miembros de Defensa Civil encontraron los restos de dos jóvenes y alertaron a las fuerzas de seguridad sobre su hallazgo. Ahondando sobre la zona, encontraron los restos de seis cuerpos más. Una vez descartada la hipótesis de que pudiera tratarse de un área de liberación de cadáveres de alguna banda de narcotraficantes o de alguna secta satánica, se recurrió a las denuncias de personas desaparecidas. Se sospechó enseguida de Vargas, que vivía en una choza improvisada próxima a la zona. Después de que esta fuera inspeccionada por la policía, se encontraron varios recipientes que contenían carne humana y vísceras preparadas para el consumo, así como tres cabezas humanas y varios pies y manos. Una vez capturado, confesó haber matado y comido al menos a 10 varones en un periodo de dos años desde su arresto en 1999. Dorángel Vargas fue diagnosticado con esquizofrenia paranoide, por lo cual ante la ley venezolana, lo hace inimputable, además de no existir en el país ningún centro con las condiciones adecuadas para su reclusión, lo mantienen en la actualidad aislado en un centro penitenciario del estado Táchira, Venezuela.
Se cree que cometió los crímenes entre noviembre de 1998 y enero de 1999, momento en el que las familias notificaron a la policía la desaparición de los fallecidos. Dorángel cazaba a sus víctimas con un tubo en forma de lanza, los descuartizaba, guardaba las partes que se comía para cocinarlas y enterraba los pies, las manos y las cabezas. Sus objetivos primordiales eran desprevenidos por deportistas y obreros que trabajaban en la orilla del río; sin embargo, no comía mujeres ni niños. En 2016, Vargas estuvo involucrado en un motín carcelario en el que mató a otros dos reclusos y entregó sus restos a otros reclusos.